# ローベルト・ヴァレンタ
ローベルト・ヴァレンタ（Róbert Valenta 、1990年1月10日 - ）は、スロバキア・シャリャ出身のサッカー選手。スロバキアのFCパタ所属。ポジションは、ミッドフィールダー（ウイング）。

## 経歴
2019年3月5日、FCパタに加入。